# David T. Zabecki

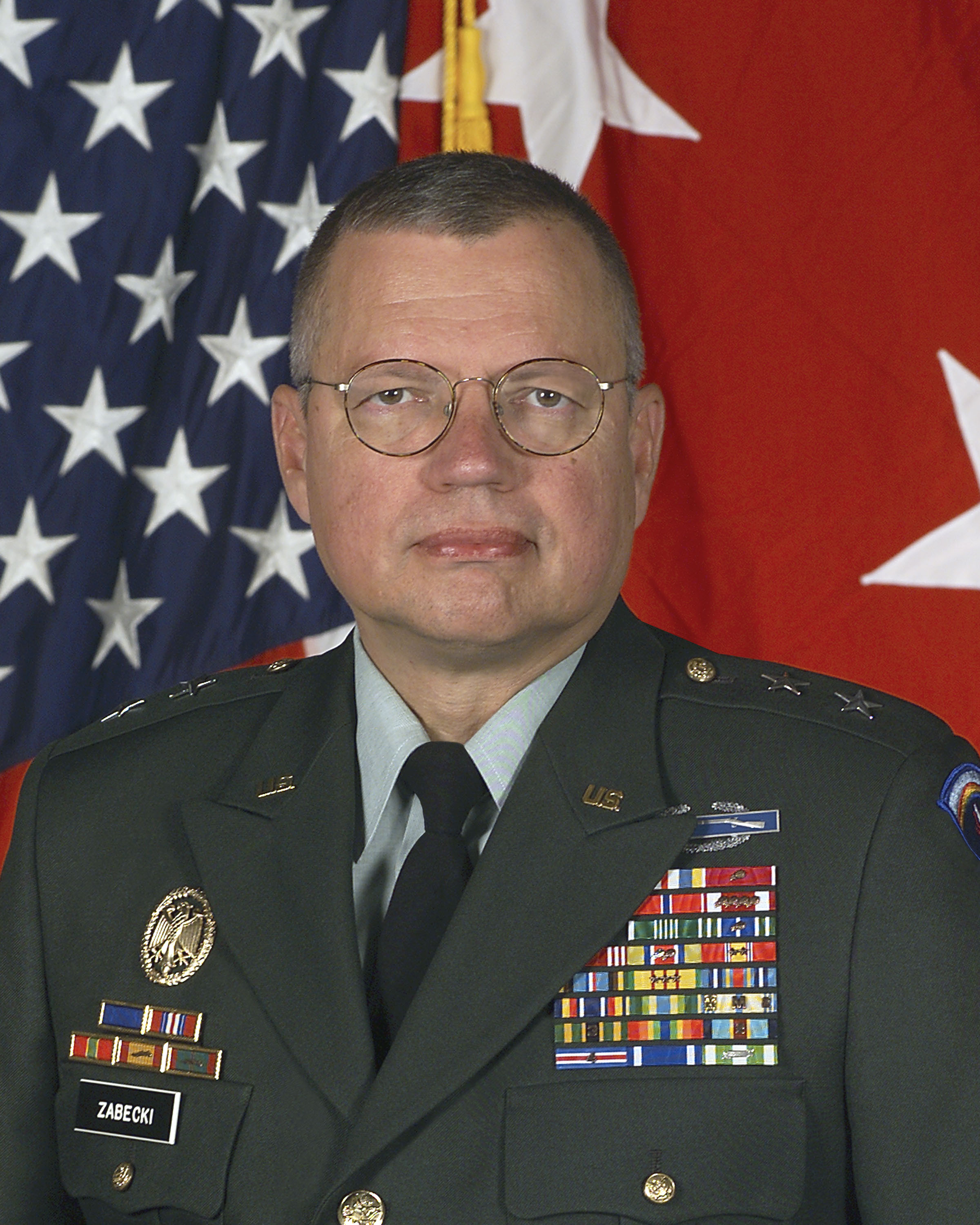
David T. Zabecki, 2004

David Tadeusz Zabecki (* 8. August 1947 in Springfield, Massachusetts) ist ein US-amerikanischer Generalmajor (Ret.), Ingenieur, Militärhistoriker und -schriftsteller.

## Leben
Zabecki trat 1966 in die United States Army ein. 1967/68 diente er während des Vietnamkrieges in der 9th Infantry Division. Danach war er bei der Artillerietruppe der US Army in Deutschland stationiert und schied 1969 aus dem aktiven Dienst aus.
Er wurde danach Angehöriger der Army National Guard, und 1975 erfolgte die Beförderung zum First Lieutenant. Er studierte am Campus Police der Xavier University (B.A. 1972 und M.A. 1973) in Cincinnati, Ohio. Es folgte ein Systemmanagement-Studium am Florida Institute of Technology (M.S. 1974) in Melbourne, Florida. Zabecki arbeitete in den 1970er und 1980er Jahren als Ingenieur für Rock Island Arsenal und Deere & Company in den USA und Deutschland. Außerdem lehrte er am Florida Tech und im City-Colleges-of-Chicago-Programm.
1985 kam er zur United States Army Reserve. 1987 erwarb er einen Ph.D. in Engineering an der California Coast University in Santa Ana, California. Von 1993 bis 2003 war er Assistant Professor an der American Military University (online learning). 1995 erwarb er ein Diplom an der United States Army War College in Carlisle, Pennsylvania. 1997/98 war er Deputy Chief of Staff for Operations und von 1998 bis 2000 Chief of Staff Germany der US Army, Europe & Seventh Army (USAREUR) in Schwetzingen (Deutschland). Von 2000 bis 2002 war er Deputy Chief United States Army Reserve in Washington, D.C. 2002 war er in einem Graduate Executive Program an der Harvard University in Cambridge, Massachusetts. 2002/03 war er erneut in Schwetzingen, diesmal als Commanding General. 2003 war er Senior Security Advisor für die Roadmap in Israel; im gleichen Jahr erfolgte die Beförderung zum Generalmajor. 2004 erwarb er am Royal Military College of Science (UK) einen Ph.D. in Militärwissenschaft. 2004/05 war er Executive Director für die Feierlichkeiten anlässlich des Jahrestages 60 Jahre Kriegsende in Europa und 2005/06 Commanding General der United States Southern Europe Task Force Rear Airborne. 2006/07 war er Deputy Chief of Staff for Mobilization and Research Affairs der USAREUR.
2008 wurde er Senior Historian der Weider History Group. Seit 2009 lehrt er in diesem Bereich u. a. an der University of Birmingham (UK). 2012 war er Inhaber des Leo A. Shifrin Chair in Naval and Military History an der United States Naval Academy in Annapolis, Maryland. Er ist u. a. Mitglied der American Society for Quality, der New York Academy of Sciences und des Polish Institute of Arts and Sciences of America. Zabecki ist zudem Herausgeber des Vietnam Magazine und Autor, Herausgeber und Übersetzer mehrerer militärhistorischer Bücher. Die Übersetzung The Schlieffen Plan (2014) wurde mit dem The Arthur Goodzeit Book Award ausgezeichnet.

## Auszeichnungen
- 1988: General John J. Pershing Award
- Combat Infantryman Badge
- Defense Superior Service Medal
- Legion of Merit (mit Eichenlaub)
- Bronze Star Medal
- Meritorious Service Medal (mit 5× Eichenlaub)
- Vietnam Service Medal (mit 3 Service Stars)
- Armed Forces Service Medal (Bosnien)
- Global War on Terrorism Service Medal
- Army Staff Identification Badge
- deutsches Leistungsabzeichen in Gold

## Schriften (Auswahl)
- (Hrsg.): World War II in Europe: An Encyclopedia (= Military History of the United States Series. 6). Mit einem Vorwort von Martin Blumenson, Garland Publishing, New York 1999, ISBN 0-8240-7029-1.
- mit Bruce Condell (Hrsg. / Übersetzt aus dem Deutschen): On the German Art of War: Truppenführung. Lynne Rienner Publishers, London 2001, ISBN 1-55587-996-9.
- The German 1918 Offensives. A Case Study in the Operational Level of War (= Cass series, Strategy and history. 16). Routledge, London u. a. 2006, ISBN 0-415-35600-8.
- (Hrsg.): Chief of Staff: The Principal Officers Behind History’s Great Commanders. 2 Bände, Naval Institute Press, Annapolis 2008.

- Band 1: Napoleonic Wars to World War I. ISBN 978-1-59114-990-3.
- Band 2: World War II to Korea and Vietnam. ISBN 978-1-59114-991-0.

- (Hrsg.): Germany at War. 400 Years of Military History. Mit einem Vorwort von Dennis Showalter, ABC-CLIO, Santa Barbara 2014, ISBN 978-1-59884-980-6.
- (Übersetzt aus dem Deutschen): Hans Ehlert, Michael Epkenhans, Gerhard P. Groß (Hrsg.): The Schlieffen Plan. International Perspectives on the German Strategy for World War I (= Foreign Military Studies). The University Press of Kentucky, Lexington 2014, ISBN 978-0-8131-4746-8.